# Android Eclair
Android «Eclair» (версия 2.0-2.1) — пятая версия мобильной операционной системы Android и второй крупный релиз, разработана Google совместно с Open Handset Alliance и выпущена 26 октября 2009 года. 
Android 2.0 основывается на значительных изменениях в Android 1.6 Donut. Был слабо распространен, ввиду того что производители смартфонов не часто выпускали новые телефоны. Первым телефоном с Android Eclair был Motorola Droid. Также одним из первооткрывателем этой версии был Samsung Galaxy S, и многие другие флагманы начала 2010-х, которые и дали популярность этой версии. Google прекратил поддержку Android Market для Android Eclair 30 июня 2017 года. Массовый выход приложений закончился в 2016 году.  
Минорное обновление Android 2.0.1 было достаточно слабо распространено, что его максимум был меньше 1% от доли всех устройств на Android. Android 2.1 был уже более успешнее и в сентябре 2010 года был примерно на 50% всех устройств, однако в 2011 году был вытеснен Android 2.2.  

## Особенности
На главном экране Eclair по умолчанию отображается постоянная строка поиска Google в верхней части экрана. Приложение камеры также было переработано с множеством новых функций камеры, включая поддержку вспышки, цифровой зум, режим сцены, баланс белого, цветовой эффект и макрофокусировку. Приложение «галерея» также содержит основные инструменты для редактирования фотографий. Эта версия также включала в себя "живые обои". Впервые была введена функция преобразования речи в текст, заменившая клавишу запятой.

### Платформа
Android Eclair унаследовал дополнения к платформе от выпуска Donut, включая возможность поиска по всем сохраненным SMS и MMS сообщениям, улучшенные Google Maps 3.1.2 и поддержку Exchange для приложения Email. Операционная система также обеспечивает улучшенную скорость набора текста на виртуальной клавиатуре, а также новые API специальных возможностей, календаря и виртуальной частной сети. Для просмотра веб-страниц Android Eclair также добавляет поддержку HTML5, обновленный пользовательский интерфейс браузера с миниатюрами закладок и масштабированием двойным нажатием.

## Изменения[6]

### 2.0
- Добавлена возможность использования нескольких аккаунтов Google.
- Обновлён интерфейс клиента электронной почты для работы с несколькими аккаунтами.
- Добавлена синхронизация для сторонних приложений.
- Добавлена поддержка Microsoft Exchange Server через Exchange ActiveSync[en] 2.5.
- Добавлена возможность быстрого доступа к контактам.
- Добавлена возможность поиска по SMS и MMS сообщениям и автоматического удаления старых сообщений при достижении лимита.
- Обновление камеры: поддержка вспышки, цифрового увеличения и эффектов.
- Улучшена раскладка экранной клавиатуры и механизм обучения словаря.
- Новый пользовательский интерфейс браузера и поддержка HTML5.
- Обновлён календарь.
- Обновление графической архитектуры, позволившее улучшить аппаратное ускорение.
- Поддержка Bluetooth 2.1 и профиля OPP и PBAP.
- Добавлена поддержка новых размеров и разрешений экранов.
- Изменён пользовательский интерфейс.
- Улучшен класс MotionEvent для поддержки нескольких касаний.
- Обновление API до версии 5.

### 2.0.1
- Исправления багов.
- Улучшение стабильности.
- Обновление API до версии 6.

### 2.1
- Добавлены «живые» обои.
- Улучшена контрастность фона.
- Обновлены Google Карты до версии 3.1.2.
- Обновление API до версии 7.